# Giovannino Guareschi
Giovannino Oliviero Giuseppe Guareschi est un journaliste et romancier italien, né le 1er mai 1908 dans le hameau de Fontanelle sur la commune de Roccabianca (Émilie-Romagne) et mort le 22 juillet 1968 à Cervia.

## Biographie
Giovannino Guareschi résume ainsi sa biographie : « Ma vie a commencé en 1908 et depuis, par la force des choses, elle a continué,. »
Après des études de droit et différents métiers comme portier et professeur de mandoline, il entre en 1936 comme caricaturiste-illustrateur à la revue satirique Bertoldo ; il en devient rédacteur en chef l'année suivante sous la direction de Giovanni Mosca (it).
En 1938, son nom apparaît dans une liste d'intellectuels et personnalités qui ont manifesté publiquement leur soutien aux lois raciales fascistes,. Il n'est pas certain qu'il ait donné son accord à cette publication et la question reste controversée, d'autant qu'il est déporté en Pologne puis en Allemagne après l'armistice italien (8 septembre 1943).

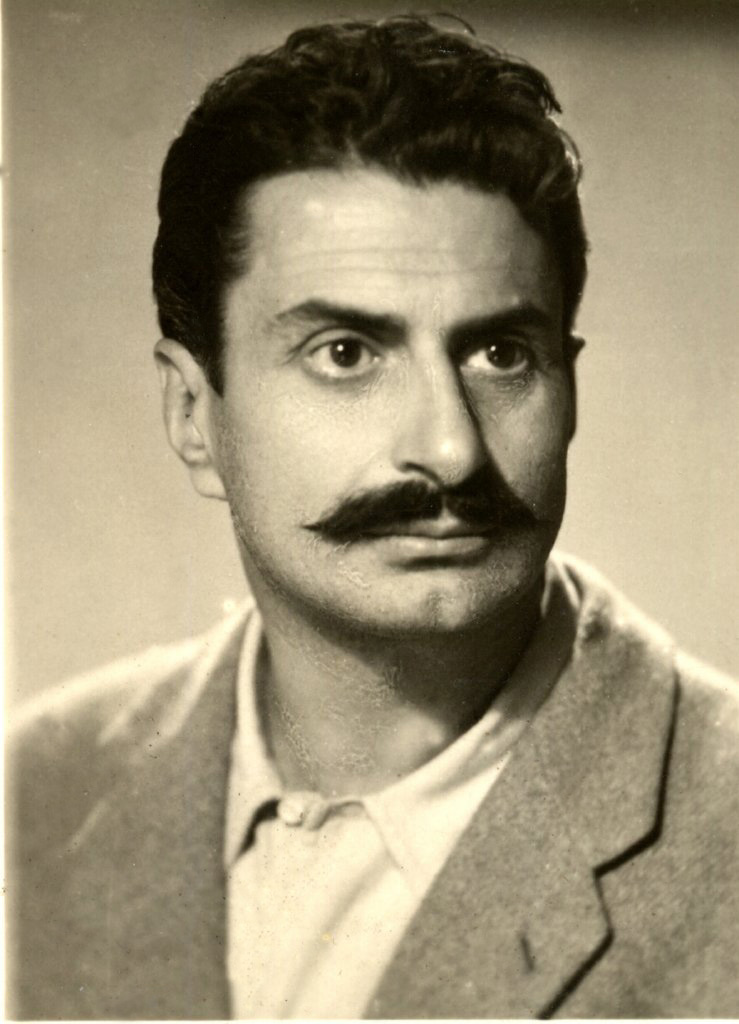
Giovannino Guareschi en 1945

À la libération, il fonde avec Giovanni Mosca un nouvel hebdomadaire humoristique, Candido. Lors des élections de 1948, il milite contre le Front démocratique populaire, coalition réunissant le Parti socialiste et le Parti communiste italiens. De cet engagement naissent les personnages de Don Camillo, le curé non-conformiste, et Peppone, le maire communiste, dont les affrontements constituent la série Mondo piccolo. « Derrière le petit monde de Don Camillo, déclare Guareschi, il y a ma maison, Parme, la plaine Émilienne le long du Pô, où la passion politique s'exaspère, mais où le peuple pourtant demeure séduisant, généreux, hospitalier et plein d'humour. »
Il n'en est pas moins critique des représentants du parti au pouvoir, la Démocratie chrétienne. Il est ainsi condamné en 1950 pour outrage au président de la République Luigi Einaudi, et en 1954 pour diffamation de l’ex-Premier ministre Alcide De Gasperi. Guareschi a été au total emprisonné pendant 409 jours (soit 1 an, 1 mois, 13 jours) pour ces faits.
En 1963, il réalise la seconde partie d'un film documentaire réalisé à partir d'archives, La Rage (La Rabbia), dont la première avait été confiée à Pier Paolo Pasolini. Trouvant le ton de Pasolini trop marqué à gauche, le producteur Gastone Ferranti décide de le contrebalancer par un auteur « de droite », Guareschi. Peu enchanté, Pasolini se fait à l'idée jusqu'à ce qu'il visionne la partie de Guareschi : la jugeant raciste, colonialiste, anticommuniste et négationniste (estimant entre autres que le procès de Nuremberg y était décrit comme une vengeance), il exige que son nom soit retiré pour en empêcher la diffusion.
Giovannino Guareschi est mort le 20 juillet 1968 d'une crise cardiaque.

## Œuvres
Série Don Camillo (Mondo Piccolo)
- Mondo piccolo : Don Camillo, Milan, Rizzoli, 1948.Paru en français sous le titre Le Petit Monde de Don Camillo, 1951.
- Mondo piccolo : Don Camillo ritorno, Milan, Rizzoli, 1952.Paru en français sous le titre Don Camillo et ses ouailles, 1953.
- Mondo piccolo : Don Camillo e il suo gregge, Milan, Rizzoli, 1953.Paru en français sous le titre Don Camillo et Peppone, 1954.
- Giovanni Guareschi « Le petit monde de Don Camillo », illustrations de Gus Bofa, André Sauret, Éditions Vie, Lausanne, 1956
- Mondo piccolo : Il compagno Don Camillo, Milan, Rizzoli, 1963.Paru en français sous le titre Don Camillo à Moscou, 1963.
- Mondo piccolo : Don Camillo e i giovani d'oggi, Milan, Rizzoli, 1969. Publié en version intégrale sous le titre Don Camillo e Don Chichì, Milan, Rizzoli, 1996  (ISBN 88-17-66407-3).Paru en français sous le titre Don Camillo et les Contestataires, 1969.
- Gente così : Mondo piccolo (it), Milan, Rizzoli, 1980.Paru en français sous le titre Le Bas-pays de Don Camillo : roman  (trad. de l'italien par Isabelle Rabourdin), Paris, Seuil, 1983, 230 p. (ISBN 2-02-006511-8).
- Lo spumarino pallido : Mondo piccolo (it), Milan, Rizzoli, 1981.Paru en français sous le titre Je t'absous, don Camillo  (trad. de l'italien par Isabelle Rabourdin), Paris, Seuil, 1984, 217 p. (ISBN 2-02-006894-X).
- Il decimo clandestino : Piccolo mondo borghese, Milan, Rizzoli, 1982.
- Noi del Boscaccio : Piccolo mondo borghese, Milan, Rizzoli, 1983  (ISBN 88-17-65402-7)
- L'anno di Don Camillo, Milan, Rizzoli, 1986  (ISBN 88-17-65351-9)
- Il breviario di don Camillo, Milan, Rizzoli, 1994  (ISBN 88-17-66329-8)
- Ciao, Don Camillo, Milan, Rizzoli, 1996  (ISBN 88-17-66062-0)
- Tutto don Camillo : Mondo piccolo, 3 vol., Milan, Rizzoli, 1998  (ISBN 88-17-68005-2)
- Don Camillo : Il Vangelo dei semplici, Milan, Ancora, 1999  (ISBN 88-7610-771-1)
- Qua la mano don Camillo : La teologia secondo Peppone, Milan, Ancora, 2000  (ISBN 88-7610-870-X)
- Don Camillo e Peppone, Milan, RCS Libri, 2007  (ISBN 978-88-486-0355-3)

Autres œuvres
En dehors des romans publiés du vivant de Guareschi, de nombreux articles, dessins et nouvelles humoristiques, ont fait l'objet de publications posthumes.
- La scoperta di Milano, Milan, Rizzoli, 1941.
- Il destino si chiama Clotilde, Milan, Rizzoli, 1941.
- Il marito in collegio : Romanzo ameno, Milan, Rizzoli, 1944.Paru en français sous le titre Le mari au collège. Roman récréatif, Seuil, 1952, 224 p.
- La Favola di Natale, Milan, Edizioni Riunite, 1946.
- Italia provvisoria : Album del dopoguerra, Milan, Rizzoli, 1947.
- Lo zibaldino : Storie assortite vecchie e nuove, Milan, Rizzoli, 1948.
- Diario Clandestino (1943-1945), Milan, Rizzoli, 1949.
- Corrierino delle famiglie, Milan, Rizzoli, 1954.Paru en français sous le titre La Pasionaria et moi, Seuil, 1955, 237 p.
- La calda estate del Pestifero, Bologne, Il borgo, 1967.
- Vita in famiglia, Milan, Rizzoli, 1968.
- L'Italia in graticola, Milan, Edizioni del borghese, 1968
- Osservazioni di uno qualunque, Milan, Rizzoli, 1988  (ISBN 88-17-65454-X)
- Ritorno alla base, Milan, Rizzoli, 1989  (ISBN 88-17-65439-6)
- Mondo Candido (1946-1948), Milan, Rizzoli, 1991  (ISBN 88-17-65441-8)
- Mondo Candido (1948-1951), Milan, Rizzoli, 1992  (ISBN 88-17-65456-6)
- Chi sogna nuovi gerani? Autobiografia, Milan, Rizzoli, 1993.
- Vita con Gio' : Vita in famiglia e altri racconti, Milan, Rizzoli, 1995  (ISBN 88-17-66406-5)
- Mondo Candido (1951-1953), Milan, Rizzoli, 1997  (ISBN 88-17-66408-1)
- Un po' per gioco : Fotoappunti di Giovannino Guareschi (1934-1952), Milan, Rizzoli, 2000.
- Attenti a quei due, Milan, Ghisetti e Corvi, 2000  (ISBN 88-8013-671-2)
- Bianco e Nero : Giovannino Guareschi a Parma (1929-1938), Milan, Rizzoli, 2001  (ISBN 88-17-86889-2)
- La figlia del maresciallo : Fotofumetto di Candido, Milan, Rizzoli, 2002  (ISBN 88-17-87129-X)
- Mondo Candido (1953-1958), Milan, Rizzoli, 2003  (ISBN 88-17-99515-0)
- Baffo racconta, Milan, Rizzoli, 2004  (ISBN 88-17-00359-X)
- Chico e altri racconti, Parma, Monte Università Parma, 2004.
- Mondo Candido (1958-1960), Milan, Rizzoli, 2006]  (ISBN 88-17-01410-9)
- Guareschi al Corriere (1940-1942), Milan, Fondazione Corriere della sera, 2007].
- Guareschi e la radio (Milano, 1947-1949), Milan, Rizzoli, 2007  (ISBN 978-88-17-01950-7)
- Il grande diario : Giovannino cronista del lager (1943-1945), Milan, Rizzoli, 2008  (ISBN 978-88-17-01997-2)
- L'opera grafica (1925-1968), Milan, Rizzoli, 2008  (ISBN 978-88-17-02725-0)
- Caffè antico, Alpignano, Tallone, 2008.
- La famiglia Guareschi : Racconti di una famiglia qualunque (1939-1952), vol. 1, Milan, Rizzoli, 2010  (ISBN 978-88-17-04558-2)
- La famiglia Guareschi : Racconti di una famiglia qualunque (1953-1968), vol. 2, Milan, Rizzoli, 2011  (ISBN 978-88-17-05327-3)
- L'umorismo, Poschiavo, L'ora d'oro, 2015  (ISBN 978-88-941233-0-2).

## Adaptations

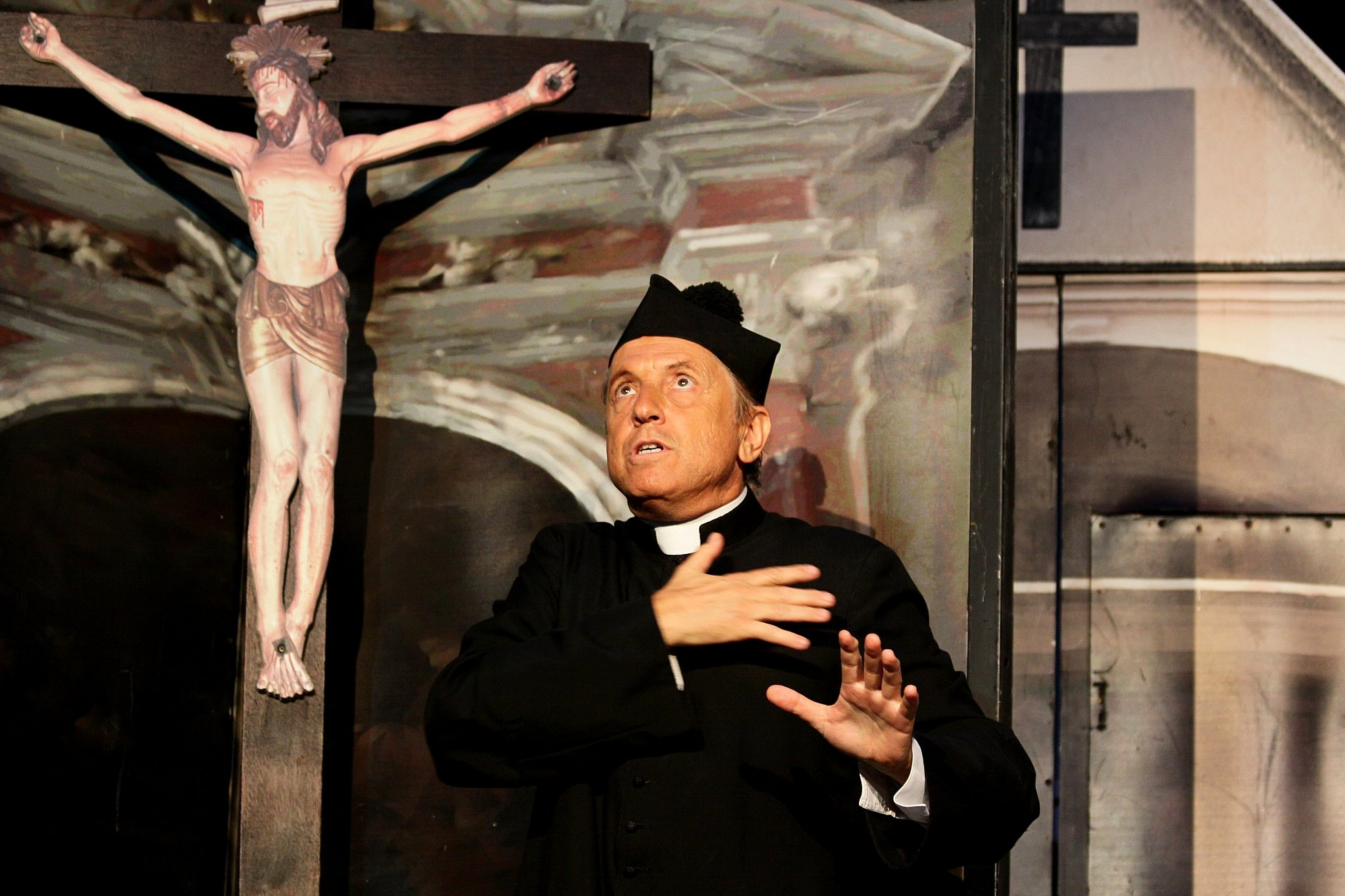
Le comédien Gilles Gauci dans une scène de La Grande Bagarre de Don Camillo (2017)

La série des Don Camillo a été adaptée avec succès au cinéma, avec Fernandel dans le rôle de Don Camillo et Gino Cervi dans celui de Peppone (sauf pour le dernier film) : Le Petit Monde de don Camillo (1952), Le Retour de don Camillo (1953), La Grande Bagarre de don Camillo (1955), Don Camillo Monseigneur (1961), Don Camillo en Russie (1965) et Don Camillo et les Contestataires (1972).
Don Camillo a été adapté au théâtre en France en 2013 par la troupe du Théâtre du Verseau de Cannes. Le comédien Gilles Gauci interprète le personnage de Don Camillo,.